# Fort d'Alprech

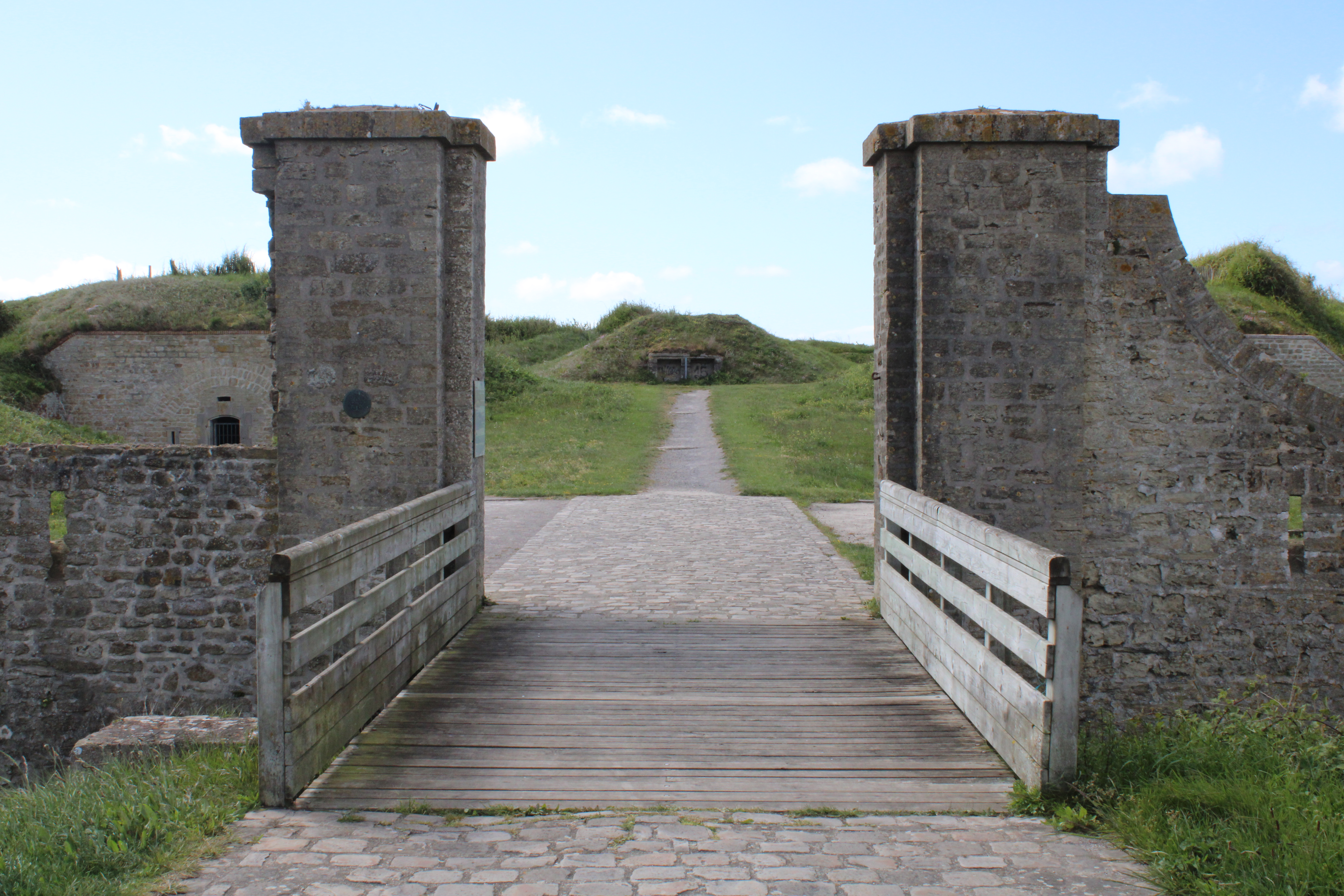
Entrée du fort d'Alprech.

Le fort d'Alprech est une batterie côtière, perchée sur le cap d'Alprech au Portel, ville située au sud de Boulogne-sur-Mer (région Hauts-de-France, France). Issu du système Séré de Rivières et construit à la fin des années 1870, il forme, avec trois autres forts relativement similaires et de la même époque, une ligne défensive de 6 km chargée de défendre le port de Boulogne d'une attaque venant de la mer.

## Description
Le fort d'Alprech reprend donc les caractéristiques du système Séré de Rivières. Le mur d'enceinte, percé de meurtrières et entouré d'un fossé, donne au fort sa forme de pentagone. A l'intérieur se trouvent un casernement, un magasin à poudre, des locaux pour la préparation des munitions, et enfin une butte supportant la batterie, des canons de 24 C Mle 1876,.

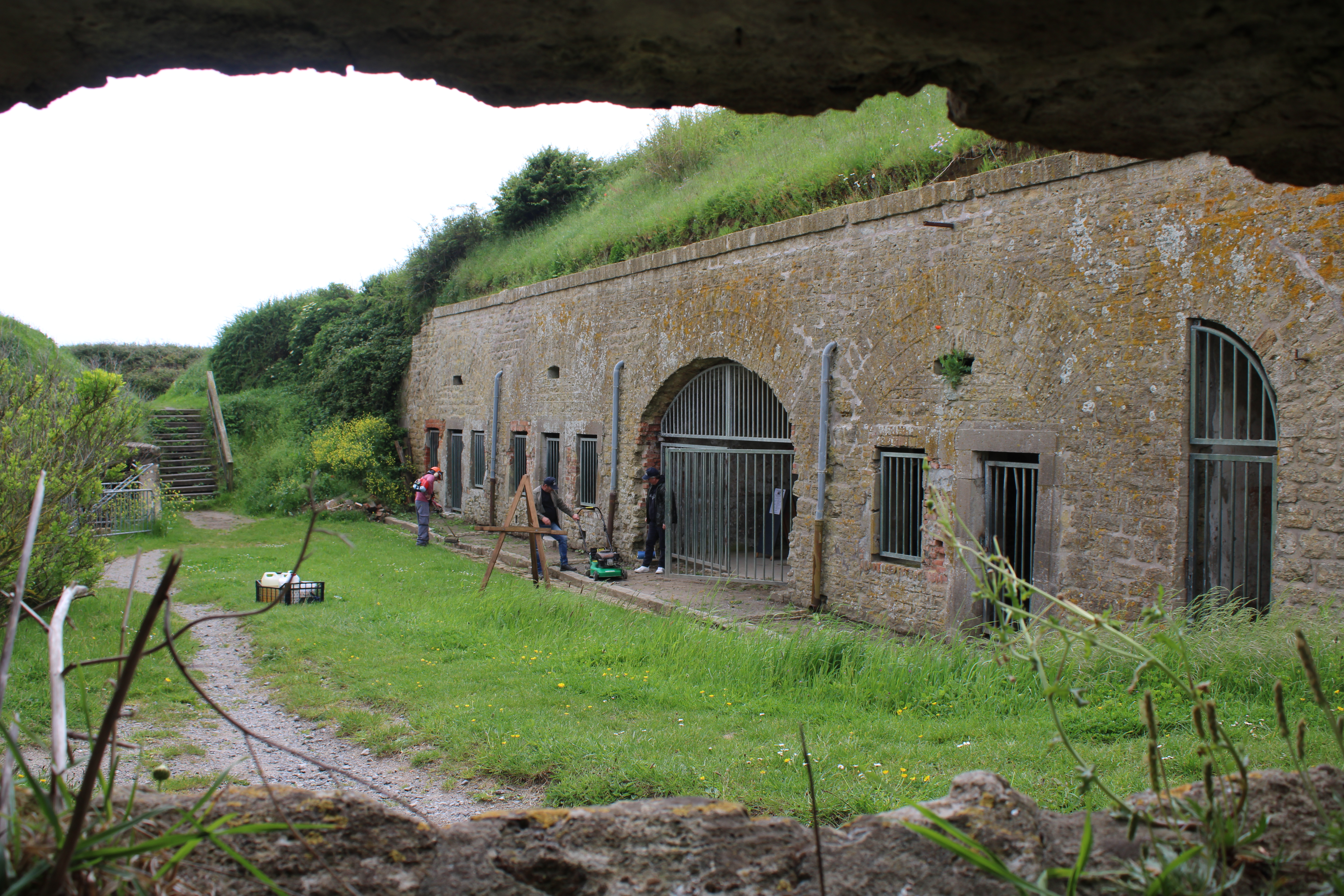
Vue du casernement, prévu pour une centaine d'hommes et partiellement détruit par un bombardement durant la Seconde Guerre mondiale.

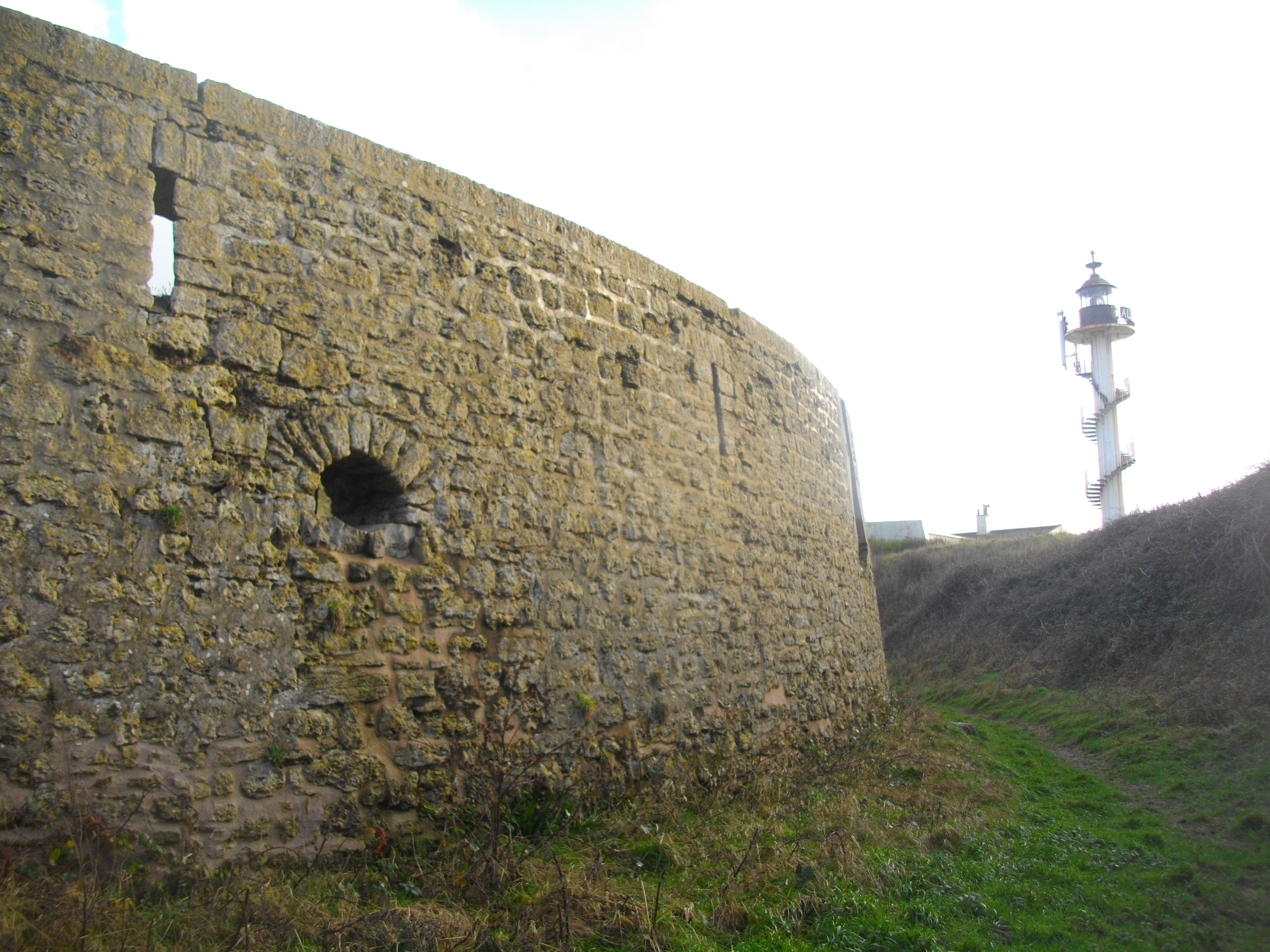
Vue du mur d'enceinte, depuis le fossé.

Malgré tout, le fort d'Alprech est une faible fortification comparée à ses frères de l'Est, face à l'Allemagne, le nouveau grand ennemi de la France dans les années 1870. Par ailleurs, sa position n'est pas idéale pour assurer sa mission.

## La Seconde Guerre mondiale
Désormais sous l'Occupation allemande, il devient "l'œil de la Kriegsmarine", qui va y implanter des appareils de détection navale, principalement des radars, notamment un radar Würzburg. Des bunkers seront alors construits dès le début de l'Occupation.
Cependant, les radars seront repérés par les Alliés, qui tenteront de les détruire. 
Il sera également un point d'appui du Mur de l'Atlantique, intégré à la Forteresse Boulogne, l'un des ports les plus importants et ardemment défendus de l'Atlantikwall. Il sera l'un des derniers points de résistance allemands pris par la 3e Division d'Infanterie Canadienne dans le Boulonnais, le 22 septembre 1944, sixième et dernier jour de l'opération Wellhit.

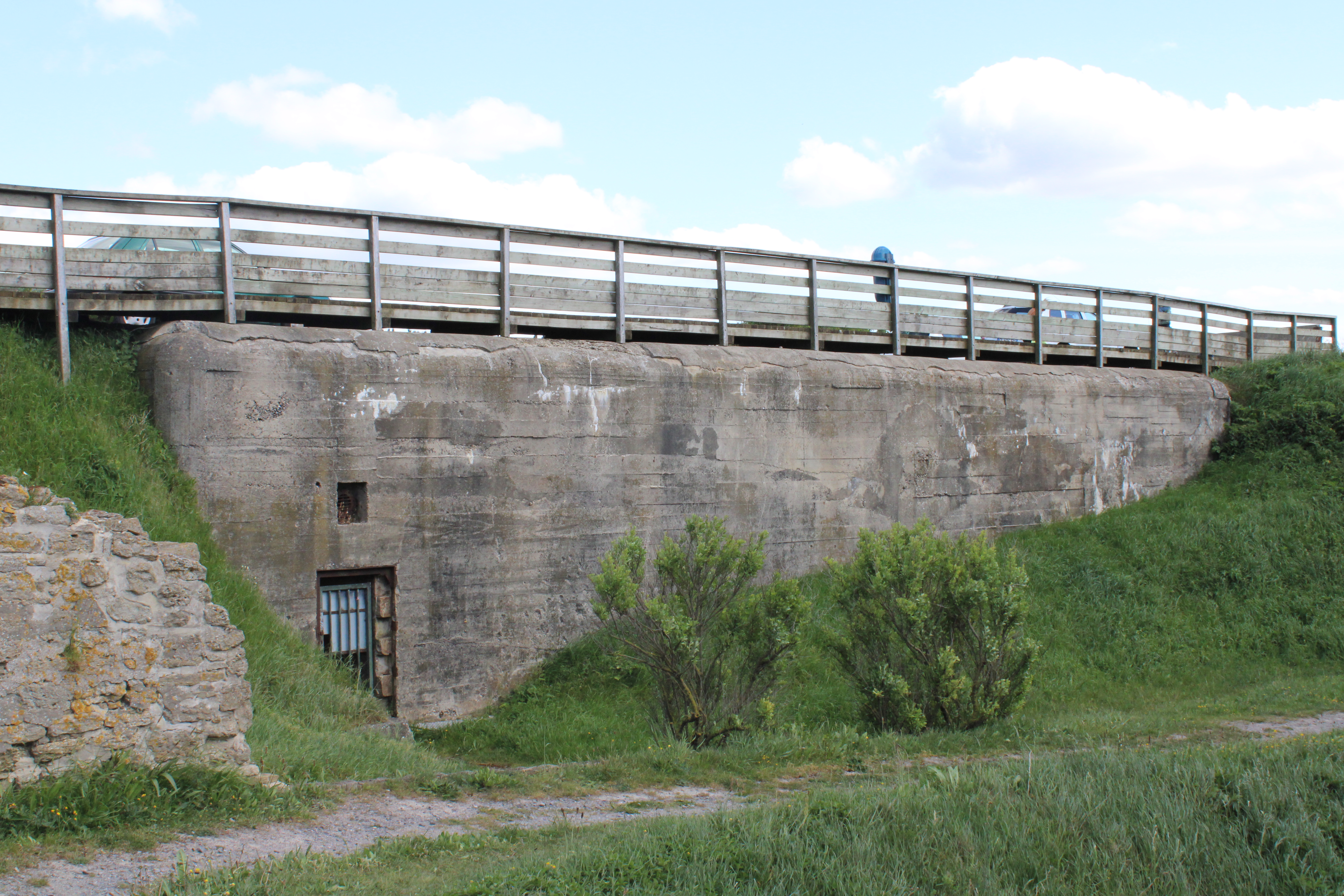
Symbole de la présence allemande, ce bunker, construit au sud-est du fort, possède une dizaine de pièces et des murs d'1,4 m d'épaisseur pour presque 23 m de long.

## De nos jours
Propriété du Conservatoire du Littoral, des visites guidées y sont organisées depuis avril 2023 par l'Association Fort Cap d'Alprech, qui s'efforce de mettre en valeur et de rendre visitables les derniers recoins de ce patrimoine militaire. Le calendrier des visites est consultable sur la page Facebook de l'association.